# Torneo Nacional de Boxeo Playa Girón 1985
Das Torneo Nacional de Boxeo Playa Girón 1985 wurde vom 14. bis zum 25. Januar 1985 in Nueva Gerona ausgetragen und war die 24. Austragung der nationalen kubanischen Meisterschaften im Amateurboxen.

## Medaillengewinner
Die Meistertitel wurden in zwölf Gewichtsklassen vergeben.
| Gewichtsklasse                  | Gold                | Silber                  | Bronze              |
| ------------------------------- | ------------------- | ----------------------- | ------------------- |
| Halbfliegengewicht (bis 48 kg)  | Juan Torres Odelin  | Silvio Valdes           | Hipólito Ramos      |
| Halbfliegengewicht (bis 48 kg)  | Juan Torres Odelin  | Silvio Valdes           | Rogelio Marcelo     |
| Fliegengewicht (bis 51 kg)      | Pedro Orlando Reyes | Luis Felipe Valdés      | Rafael Sainz        |
| Fliegengewicht (bis 51 kg)      | Pedro Orlando Reyes | Luis Felipe Valdés      | Esteban Forbes      |
| Bantamgewicht (bis 54 kg)       | Ramon Ledon         | Ricardo Echevarría      | Enrique Carrión     |
| Bantamgewicht (bis 54 kg)       | Ramon Ledon         | Ricardo Echevarría      | Segundo Ramos       |
| Federgewicht (bis 57 kg)        | Jesus Sollet        | Edilberto Quiala        | Jorge Belete        |
| Federgewicht (bis 57 kg)        | Jesus Sollet        | Edilberto Quiala        | Julio González      |
| Leichtgewicht (bis 60 kg)       | Adolfo Horta        | Idel Torriente senior   | Nelson Gómez        |
| Leichtgewicht (bis 60 kg)       | Adolfo Horta        | Idel Torriente senior   | Luis Pascual Mendez |
| Halbweltergewicht (bis 63,5 kg) | Carlos García       | Radames Castillo        | Alfredo Duvergel    |
| Halbweltergewicht (bis 63,5 kg) | Carlos García       | Radames Castillo        | Pablo Aguerro       |
| Weltergewicht (bis 67 kg)       | Candelario Duvergel | José Luis Hernández     | Luis M. Cabrera     |
| Weltergewicht (bis 67 kg)       | Candelario Duvergel | José Luis Hernández     | Juan Carlos Lemus   |
| Halbmittelgewicht (bis 71 kg)   | Ángel Espinosa      | Orestes Solano          | Ulisses Castillo    |
| Halbmittelgewicht (bis 71 kg)   | Ángel Espinosa      | Orestes Solano          | Armando Martínez    |
| Mittelgewicht (bis 75 kg)       | Bernardo Comas      | Julio Quintana Martínez | Jorge Luis González |
| Mittelgewicht (bis 75 kg)       | Bernardo Comas      | Julio Quintana Martínez | Ángel Albuerne      |
| Halbschwergewicht (bis 81 kg)   | Pablo Romero        | Benjamin Luperon        | Orlando Despaigne   |
| Halbschwergewicht (bis 81 kg)   | Pablo Romero        | Benjamin Luperon        | Otoniel Quintana    |
| Schwergewicht (bis 91 kg)       | Félix Savón         | Hermenegildo Báez       | Aurelio Toyo        |
| Schwergewicht (bis 91 kg)       | Félix Savón         | Hermenegildo Báez       | Pedro Cardenas      |
| Superschwergewicht (über 91 kg) | Felix Lemus         | Jorge Luis González     | Ramon Lores         |
| Superschwergewicht (über 91 kg) | Felix Lemus         | Jorge Luis González     | Lino Pairol         |